# Ксантин
Ксанти́н — пуриновое основание, обнаруживаемое во всех тканях организма. Бесцветные кристаллы, хорошо растворимые в растворах щелочей и кислот, формамиде, горячем глицерине и плохо растворимые в воде, этаноле и эфире.

## История
Ксантин был синтезирован Арманом Готье в 1884 году.

## Свойства
Для ксантина характерна лактим-лактамная таутомерия и в водных растворах он существует в таутомерном равновесии с дигидроксиформой (2,6-дигидроксипурином) с преобладанием диоксоформы.
Имидазольный цикл ксантина нуклеофилен: ксантин галогенируется с образованием 8-галогенксантинов, азосочетание с солями диазония также идет с образованием 8-азоксантинов, которые затем могут быть восстановлены до 8-аминоксантина или гидролизованы до мочевой кислоты.
Ксантин проявляет амфотерные свойства, протонируясь по имидазольному азоту и образуя соли с минеральными кислотами (в том числе хорошо кристаллизующийся перхлорат), и образуя соли с металлами, катионы которых замещают кислые атомы водорода гидроксилов дигидроксиформы (например, нерастворимую серебряную соль реактивом Толленса).
В нейтральной среде ксантин метилируется диметилсульфатом по имидазольным атомам азота с образованием диметилпроизводного цвиттер-ионной структуры, в щелочной среде происходит депротонирование гидроксиформы с образованием высоконуклеофильных анионов, и, в зависимости от рН реакционной смеси, ксантин метилируется до 3,7-диметил-ксантина (теобромина), 1,3-диметилксантина (теофиллина) или 1,3,7-триметилксантина (кофеина).
Под действием оксихлорида фосфора происходит замещение гидроксильных групп дигидроксиформы ксантина на хлор с образованием 2,6-дихлорксантина, при действии пентасульфида фосфора в пиридине замещается только один из гидроксилов с образованием 6-тиоксантина.
Ксантин восстанавливается амальгамой натрия либо цинком в соляной кислоте до 6-дезоксиксантина, под действием перманганата калия в кислой среде ксантин окисляется с деградацией имидазольного цикла до 2,4,5,6-тетраоксопиримидина (аллоксана).

## Метаболизм и нахождение в природе
Ксантин является продуктом катаболизма пуринов и образуется как продукт распада гуанина под действием гуаниндезаминазы и при окислении гипоксантина под действием ксантиноксидазы. Под действием той же ксантиноксидазы ксантин далее превращается в мочевую кислоту.
К производным ксантина относится целый ряд стимуляторов, таких как кофеин и теобромин. Абиогенный ксантин (наряду с урацилом) был обнаружен в метеорите Murchison.

## Патология
Редкое наследственное заболевание недостаточность ксантиноксидазы приводит к накоплению ксантина в организме и ксантинурии (появлению ксантина в моче).